# Renaud Derlot
Pas d'image ? Cliquez ici
Renaud Derlot, né le 4 mars 1979 à Aubervilliers (Seine-Saint-Denis), est un pilote automobile français spécialisé dans les courses d'endurance et les courses de Grand tourisme. 

## Biographie
Parallèlement à son activité de pilote, Renaud Derlot est le conseiller depuis 2005 de Jean-Éric Vergne et le commentateur du groupe Canal+ des courses du championnat de Formule E FIA et d'IndyCar Series.
Olivier Panis, et Fabien Barthez, lancent une équipe de course en endurance en janvier 2016. La voiture du Panis-Barthez Compétition est une Ligier JS P2 et elle court en ELMS et aux 24 Heures du Mans. Les pilotes sont Timothé Buret, Paul-Loup Chatin et Fabien Barthez. Renaud Derlot rejoint la structure en tant que directeur sportif.

## Palmarès
- Champion de France de Formule Ford en 1999
- Champion de France de Formule Renault en 2000
- Champion d'Europe de Formule 3 en 2002
- Vainqueur du Grand Prix de Pau de Formule 3 en 2002
- Vice-champion en Eurocup Mégane Trophy en 2005
- Vainqueur de la Porsche Carrera Cup France en 2009

## Résultats aux 24 Heures du Mans
| Année | Voiture     | Équipe        | Équipiers                          | Résultat |
| ----- | ----------- | ------------- | ---------------------------------- | -------- |
| 2004  | Courage C65 | Epsilon Sport | Gunnar Jeannette / Gavin Pickering | Abandon  |